# Neuso Sigauque
Neuso Sigauque (Maputo, 11 de fevereiro de 1985) é um judoca moçambicano. Em 2012, esteve nos Jogos Olímpicos e sagrou-se vice-campeão africano. 
Vive atualmente no Uzbequistão onde está a competir para se qualificar para os Jogos Olímpicos do Rio de Janeiro 2016. No Uzbequistão treina num centro de alto rendimento através de uma bolsa concedida pelo comité olimpico de mocambique.
Participou dos Jogos Olímpicos de Verão de 2012 em Londres, mas não obteve medalha, tendo deixado a competição na segunda rodada.